# Alkidamas
‎Alkidamas, starogrški filozof in govornik, */† 4. stoletje pr. n. št., Eleja, Eolida.
Alkidamas je bil sofistični govornik. Njegovo najpomembnejše delo Mesenski govor je izgubljeno.